# Килліні
Килліні (грец. Κυλλήνη) — село та порт в муніципальній одиниці Кастро-Килліні, Еліда, Греція. Розташоване на узбережжі Іонічного моря, за 11 км на захід від Андравіди, за 28 км на північний схід від Закінфа і за 39 км на північний захід від Піргоса. З порту Килліні є кілька поромних переправ до Іонічних островів, зокрема на Закінф і Кефалонію. Раніше тут була кінцева зупинка нині демонтованої залізниці Кавасила — Килліні.

## Історія
Район Килліні був заселений з епохи палеоліту. Антична Киллена лежала на північний захід від теперішнього села і, ймовірно, вже використовувалася в міфологічні часи. Перше письмове свідчення належить Гомеру в його епічній поемі «Іліада», в якій повідомляється про вбивство Полідамою Ота Киллінія, лідера епеїв під час Троянської війни.
За словами Павсанія, місто заснували аркадці, які мігрували сюди з району гори Килліні. У 472 році до нашої ери його було організовано як порт для міста Еліда, що лежало на відстані 120 стадій (23 кілометри) на південний схід. Розташування порту було дуже сприятливим для торгових шляхів до Великої Греції та Іонічних островів. Порт був зручним для прибуття учасників і глядачів античних Олімпійських ігор. Він також використовувався спартанцями у Пелопоннеській війні. Порт був обнесений мурами і хоча Еліда розібрала їх на вимогу спартанців у 398 р. до н. е., він знову був укріплений у 314 р. до н. е. і наприкінці 3 століття до н. е. служив базою для Етолійського союзу.
В античній Киллені були святилища Асклепія, Афродіти та статуя Гермеса у вигляді розміщеного на постаменті фалоса. Гермес був покровителем міста, і його шанування прийшло з аркадськими поселенцями, оскільки бог народився на горі Килліні. Статую Асклепія виконав Колотіс, учень Фідія.
У 208 році до н. е. місто захопив римський полководець Сульпіцій.
У 1204 році, після захоплення і розділу Візантійської імперії, франки перебудували стародавній порт і заснували на його місці місто Кларенца, що стало найважливішим портом пізньосередньовічного Ахейського князівства хрестоносців. У XIII столітті Кларенца досягла великого розквіту, була одним з найбільших портів Середземномор'я, що слугував проміжною точкою для венеційців і генуезців у торгівлі з Костянтинополем і Близьким Сходом і навіть карбував власну популярну валюту торнезе. У 1421-22 роках Карло I Токко викупив Кларенцу у Франко Олів'єро. Однак близько 1428 року Токко зазнав поразки від Костянтина Палеолога, деспота Містри, що став останнім візантійським імператором. Костянтин отримав від Токко руку його племінниці Теодори Токко, а всі володіння Токко в Мореї як посаг. Таким чином Кларенца стала візантійським містом, однак у 1432 році Костянтин наказав зруйнувати її фортечні мури, щоб запобігти використанню міста піратами.
У 1460 році місто завоювали османи. Під османським правлінням Кларенца швидко занепала, оскільки торговельні зв'язки з Італією були розірвані. До кінця XV століття покинуте місто перетворилося на руїну. Відтоді й до здобуття Грецією незалежності ця територія занепадала й перетворилась на невелике поселення, яке заселили пастухи та біженці з Іонічних островів, а згодом грецькі біженці з Малої Азії.
Сучасний порт Кілліні розташований на відстані приблизно 800 метрів на схід від стародавнього порту.

## Населення
| рік      | Населення |
| -------- | --------- |
| 1991 рік | 952       |
| 2001 рік | 1079      |
| 2011 рік | 631       |
| 2021 рік | 534       |